# Axioms
Axioms — рецензируемый научный журнал с открытым доступом, посвящённый всем аспектам математики, математической логики и математической физики . Журнал был основан в июне 2012 года и издаётся ежеквартально MDPI. Главный редактор — Умберто Бустинсе (Наваррский народный университет).

## Реферирование и индексация
Журнал реферируется и индексируется в:
- Базы данных EBSCO[5]
- Базы данных ProQuest[5]
- Science Citation Index
- Scopus (2012–2023)[6][7]
- zbMATH Open (прекращено)[8]

По данным Journal Citation Reports, импакт-фактор журнала в 2023 году составляет 1,9.

## Внешние ссылки
- mdpi.com/journal/axioms — официальный сайт Axioms